# Syryjski Front Rewolucyjny
Syryjski Front Rewolucyjny (arab. ‏جبهة ثوار سوريا‎) – koalicja czternastu oddziałów należących do Wolnej Armii Syrii, powstała w grudniu 2013, walcząca w syryjskiej wojnie domowej.
Syryjski Front Rewolucyjny miał być początkowo alternatywą wobec Frontu Islamskiego, lecz po nastaniu wraz z początkiem 2014 walk z Państwem Islamskim (ISIS), sojusz identyfikujący się z Wolną Armią Syrii (FSA) współpracował z islamistami z Frontu Islamskiego oraz Armią Mudżahedinów. Kwatera główna Syryjskiego Frontu Rewolucyjnego mieściła się w Dżabal az-Zawija w muhafazie Idlibu. Formacja skupiała maksymalnie 10 tysięcy bojowników. Liderem grupy był Dżamal Maaruf, który poparł międzynarodową konferencję pokojową „Genewa 2”.
3 sierpnia 2014 Syryjski Front Rewolucyjny został jednym z 18 sygnatariuszów Syryjskiej Rady Dowództwa Rewolucyjnego.
1 listopada 2014 główne siły SRF zostały rozbite przez powiązanych z Al-Kaidą dżihadystów Dżabhat an-Nusra. Część pododdziałów SRF uczestniczyła w walce na froncie południowym do 2018.